# Campeonato Europeo de Natación en Piscina Corta de 1999
El III Campeonato Europeo de Natación en Piscina Corta se celebró en Lisboa (Portugal) entre el 9 y el 12 de diciembre de 1999. Fue organizado por la Liga Europea de Natación (LEN) y la Federación Portuguesa de Natación. 
Las competiciones se realizaron en las Piscinas Jamor de la ciudad lusa. 

## Resultados

### Masculino
| Evento                   | Oro                                                                                     | Plata                                                                                          | Bronce                                                                                               |
| ------------------------ | --------------------------------------------------------------------------------------- | ---------------------------------------------------------------------------------------------- | --- |
| 50 m libre (10.12)       | Mark Foster Reino Unido 21,71                                                           | Pieter van den Hoogenband · Países Bajos · 21,79                                               | Lorenzo Vismara · Italia · 21,83                                                                     |
| 100 m libre (12.12)      | Pieter van den Hoogenband · Países Bajos · 47,29                                        | Lars Frölander · Suecia · 47,86                                                                | Karel Novy · Suiza · 48,44                                                                           |
| 200 m libre (09.12)      | Pieter van den Hoogenband · Países Bajos · 1:44,34                                      | Massimiliano Rosolino · Italia · 1:45,22                                                       | Stefan Herbst · Alemania · 1:46,09                                                                   |
| 400 m libre (10.12)      | Massimiliano Rosolino · Italia · 3:42,00                                                | Jörg Hoffmann · Alemania · 3:42,88                                                             | James Salter Reino Unido 3:43,48                                                                     |
| 1500 m libre (12.12)     | Ihor Chervynsky · Ucrania · 14:42,05                                                    | Jörg Hoffmann · Alemania · 14:45,49                                                            | Teo Edo Farré · España · 14:49,73                                                                    |
| 50 m espalda (09.12)     | Miro Žeravica · Croacia · 24,70                                                         | Tomislav Karlo · Croacia · 24,72                                                               | Sebastian Halgasch · Alemania · 24,79                                                                |
| 100 m espalda (12.12)    | Örn Arnarson Islandia 53,13                                                             | Derya Büyükuncu Turquía 53,17                                                                  | Volodymyr Nikolaichuk · Ucrania · 53,23                                                              |
| 200 m espalda (10.12)    | Örn Arnarson Islandia 1:54,23                                                           | Jirka Letzin · Alemania · 1:55,19                                                              | Adam Ruckwood Reino Unido 1:55,25                                                                    |
| 50 m braza (09.12)       | Mark Warnecke · Alemania · 27,10                                                        | Oleg Lisogor · Ucrania · 27,37                                                                 | Roman Sludnov · Rusia · 27,38                                                                        |
| 100 m braza (11.12)      | Roman Sludnov · Rusia · 58,85                                                           | Patrik Isaksson · Suecia · 59,32                                                               | José Couto Portugal 59,70                                                                            |
| 200 m braza (12.12)      | Stéphan Perrot Francia 2:07,82                                                          | José Couto Portugal 2:09,98                                                                    | Adam Whitehead Reino Unido 2:10,98                                                                   |
| 50 m mariposa (12.12)    | Miloš Milošević · Croacia · Lars Frölander · Suecia · 23,35                             | —                                                                                              | Jere Hård · Finlandia · 23,81                                                                        |
| 100 m mariposa (10.12)   | Lars Frölander · Suecia · 51,19                                                         | James Hickman Reino Unido 51,43                                                                | Danys Sylantyev · Ucrania · 52,01                                                                    |
| 200 m mariposa (11.12)   | James Hickman Reino Unido 1:53,52                                                       | Thomas Rupprath · Alemania · 1:54,43                                                           | Danys Sylantyev · Ucrania · 1:54,83                                                                  |
| 100 m estilos (11.12)    | Jens Kruppa · Alemania · 53,93                                                          | Peter Mankoč Eslovenia 54,27                                                                   | Marcel Wouda · Países Bajos · 54,38                                                                  |
| 200 m estilos (12.12)    | Marcel Wouda · Países Bajos · 1:56,43                                                   | Jirka Letzin · Alemania · 1:58,26                                                              | Massimiliano Rosolino · Italia · 1:58,57                                                             |
| 400 m estilos (09.12)    | Frederik Hviid · España · 4:08,85                                                       | Jirka Letzin · Alemania · 4:09,85                                                              | Michael Halika Israel 4:12,25                                                                        |
| 4 × 50 m libre (09.12)   | Suecia · Claes Andersson · Lars Frölander · Stefan Nystrand · Daniel Carlsson · 1:27,12 | Alemania · Mitja Zastrow · Alexander Lüderitz · Stephan Kunzelmann · Kai Hanschmann · 1:27,76  | Países Bajos · Dennis Rijnbeek · Stefan Aartsen · Marcel Wouda · Pieter van den Hoogenband · 1:27,95 |
| 4 × 50 m estilos (12.12) | Suecia · Daniel Carlsson · Patrik Isaksson · Lars Frölander · Stefan Nystrand · 1:36,00 | Alemania · Sebastian Halgasch · Mark Warnecke · Thomas Rupprath · Alexander Lüderitz · 1:36,56 | Reino Unido Neil Willey Darren Mew James Hickman Mark Foster 1:36,78                                 |

### Femenino
| Evento                   | Oro                                                                                                  | Plata                                                                                | Bronce                                                                         |
| ------------------------ | --- | ------------------------------------------------------------------------------------ | ------------------------------------------------------------------------------ |
| 50 m libre (11.12)       | Therese Alshammar · Suecia · 24,09 RM                                                                | Anna-Karin Kammerling · Suecia · Susan Rolph · Reino Unido · 24,90                   | —                                                                              |
| 100 m libre (10.12)      | Therese Alshammar · Suecia · 52,80 RM                                                                | Susan Rolph Reino Unido 53,26                                                        | Sandra Völker · Alemania · 53,34                                               |
| 200 m libre (12.12)      | Martina Moravcová · Eslovaquia · 1:56,28                                                             | Josefin Lillhage · Suecia · 1:57,15                                                  | Natalia Baranovskaya · Bielorrusia · 1:57,33                                   |
| 400 m libre (11.12)      | Yana Klochkova · Ucrania · 4:05,12                                                                   | Natalia Baranovskaya · Bielorrusia · 4:06,13                                         | Silvia Szalai · Alemania · 4:06,48                                             |
| 800 m libre (10.12)      | Yana Klochkova · Ucrania · 8:22,37                                                                   | Flavia Rigamonti · Suiza · 8:25,82                                                   | Jana Henke · Alemania · 8:28,09                                                |
| 50 m espalda (11.12)     | Sandra Völker · Alemania · 27,31                                                                     | Nina Zhivanevskaya · España · 28,24                                                  | Antje Buschschulte · Alemania · 28,35                                          |
| 100 m espalda (10.12)    | Nina Zhivanevskaya · España · 59,87                                                                  | Antje Buschschulte · Alemania · 1:00,08                                              | Sarah Price Reino Unido 1:00,88                                                |
| 200 m espalda (12.12)    | Antje Buschschulte · Alemania · 2:08,11                                                              | Nina Zhivanevskaya · España · 2:09,47                                                | Nicole Hetzer · Alemania · 2:09,62                                             |
| 50 m braza (09.12)       | Zoe Baker Reino Unido 31,40                                                                          | Ágnes Kovács · Hungría · 31,49                                                       | Janne Schäfer · Alemania · 31,95                                               |
| 100 m braza (12.12)      | Brigitte Becue · Bélgica · 1:08,15                                                                   | Ágnes Kovács · Hungría · 1:08,30                                                     | Emma Igelström · Suecia · 1:08,74                                              |
| 200 m braza (10.12)      | Anne Poleska · Alemania · 2:24,78                                                                    | Ágnes Kovács · Hungría · 2:25,41                                                     | Brigitte Becue · Bélgica · 2:26,82                                             |
| 50 m mariposa (10.12)    | Anna-Karin Kammerling · Suecia · 25,64 RM                                                            | Johanna Sjöberg · Suecia · 26,42                                                     | Nicola Jackson Reino Unido 27,17                                               |
| 100 m mariposa (12.12)   | Johanna Sjöberg · Suecia · 57,73                                                                     | Mette Jacobsen Dinamarca 59,11                                                       | Sophia Skou Dinamarca 59,80                                                    |
| 200 m mariposa (09.12)   | Mette Jacobsen Dinamarca 2:06,87                                                                     | Johanna Sjöberg · Suecia · 2:08,62                                                   | Sophia Skou Dinamarca 2:09,33                                                  |
| 100 m estilos (11.12)    | Martina Moravcová · Eslovaquia · 1:00,78                                                             | Annika Mehlhorn · Alemania · 1:01,82                                                 | Nataša Kejžar Eslovenia 1:02,16                                                |
| 200 m estilos (12.12)    | Yana Klochkova · Ucrania · 2:09,08                                                                   | Martina Moravcová · Eslovaquia · 2:09,25                                             | Susan Rolph Reino Unido 2:11,29                                                |
| 400 m estilos (09.12)    | Yana Klochkova · Ucrania · 4:34,07                                                                   | Nicole Hetzer · Alemania · 4:37,47                                                   | Hana Černá · República Checa · 4:37,74                                         |
| 4 × 50 m libre (10.12)   | Suecia · Johanna Sjöberg · Therese Alshammar · Anna-Karin Kammerling · Malin Svahnstrom · 1:38,45 RM | Alemania · Katrin Meißner · Simone Osygus · Sandra Völker · Britta Steffen · 1:39,21 | Reino Unido Alison Sheppard Nicola Jackson Karen Pickering Susan Rolph 1:39,93 |
| 4 × 50 m estilos (12.12) | Suecia · Therese Alshammar · Emma Igelström · Johanna Sjöberg · Anna-Karin Kammerling · 1:49,47      | Alemania · Sandra Völker · Janne Schäffer · Marietta Uhle · Katrin Meißner · 1:49,87 | Reino Unido Katy Sexton Zoe Baker Nicola Jackson Susan Rolph 1:51,64           |

- RM – Récord mundial.

## Medallero
| Núm. | País            | Oro | Plata | Bronce | Total |
| ---- | --------------- | --- | ----- | ------ | ----- |
| 1    | Suecia          | 10  | 6     | 1      | 17    |
| 2    | Alemania        | 5   | 13    | 8      | 26    |
| 3    | Ucrania         | 5   | 1     | 3      | 8     |
| 4    | Reino Unido     | 3   | 3     | 9      | 15    |
| 5    | Países Bajos    | 3   | 1     | 2      | 6     |
| 6    | España          | 2   | 2     | 1      | 5     |
| 7    | Croacia         | 2   | 1     | 0      | 3     |
| 7    | Eslovaquia      | 2   | 1     | 0      | 3     |
| 9    | Islandia        | 2   | 0     | 0      | 2     |
| 10   | Dinamarca       | 1   | 1     | 2      | 4     |
| 10   | Italia          | 1   | 1     | 2      | 4     |
| 12   | Bélgica         | 1   | 0     | 1      | 2     |
| 12   | Rusia           | 1   | 0     | 1      | 2     |
| 14   | Francia         | 1   | 0     | 0      | 1     |
| 15   | Hungría         | 0   | 3     | 0      | 3     |
| 16   | Bielorrusia     | 0   | 1     | 1      | 2     |
| 16   | Eslovenia       | 0   | 1     | 1      | 2     |
| 16   | Portugal        | 0   | 1     | 1      | 2     |
| 16   | Suiza           | 0   | 1     | 1      | 2     |
| 20   | Turquía         | 0   | 1     | 0      | 1     |
| 21   | Finlandia       | 0   | 0     | 1      | 1     |
| 21   | Israel          | 0   | 0     | 1      | 1     |
| 21   | República Checa | 0   | 0     | 1      | 1     |
|      | TOTAL           | 39  | 38    | 37     | 114   |